# کلماتیس خاوری
کلماتیس خاوری، کِلک (نام علمی: Clematis orientalis) نام یک گونه از سرده کلماتیس است.